# Seznam španskih violinistov
Seznam španskih violinistov.

## A
- Enrique Fernández Arbós

## F
- Enrique Fernández Arbós (1863–1939)

## M
- Ara Malikian (armensko-libanonskega rodu)
- Juan Manén
- Leticia Moreno

## S
- Pablo de Sarasate